# Jerez (Jutiapa)
Jerez – niewielka miejscowość w południowo-wschodniej Gwatemali, w departamencie Jutiapa, około 40 km na południowy wschód od stolicy departamentu, miasta Jutiapa, oraz około 5 km na zachód od granicy z Salwadorem. Miasto leży na wyżynie, u podnóża gór Sierra Madre de Chiapas, na wysokości 747 m n.p.m. Według danych szacunkowych w 2012 roku liczba ludności miasta wyniosła 8567 mieszkańców. 

## Gmina Jerez
Jest siedzibą władz gminy o tej samej nazwie, która w 2012 roku liczyła 25 230 mieszkańców.  Gmina jak na warunki Gwatemali jest mała, a jej powierzchnia obejmuje 60 km². Gmina ma charakter rolniczy.    